# Ilkka Heiskanen

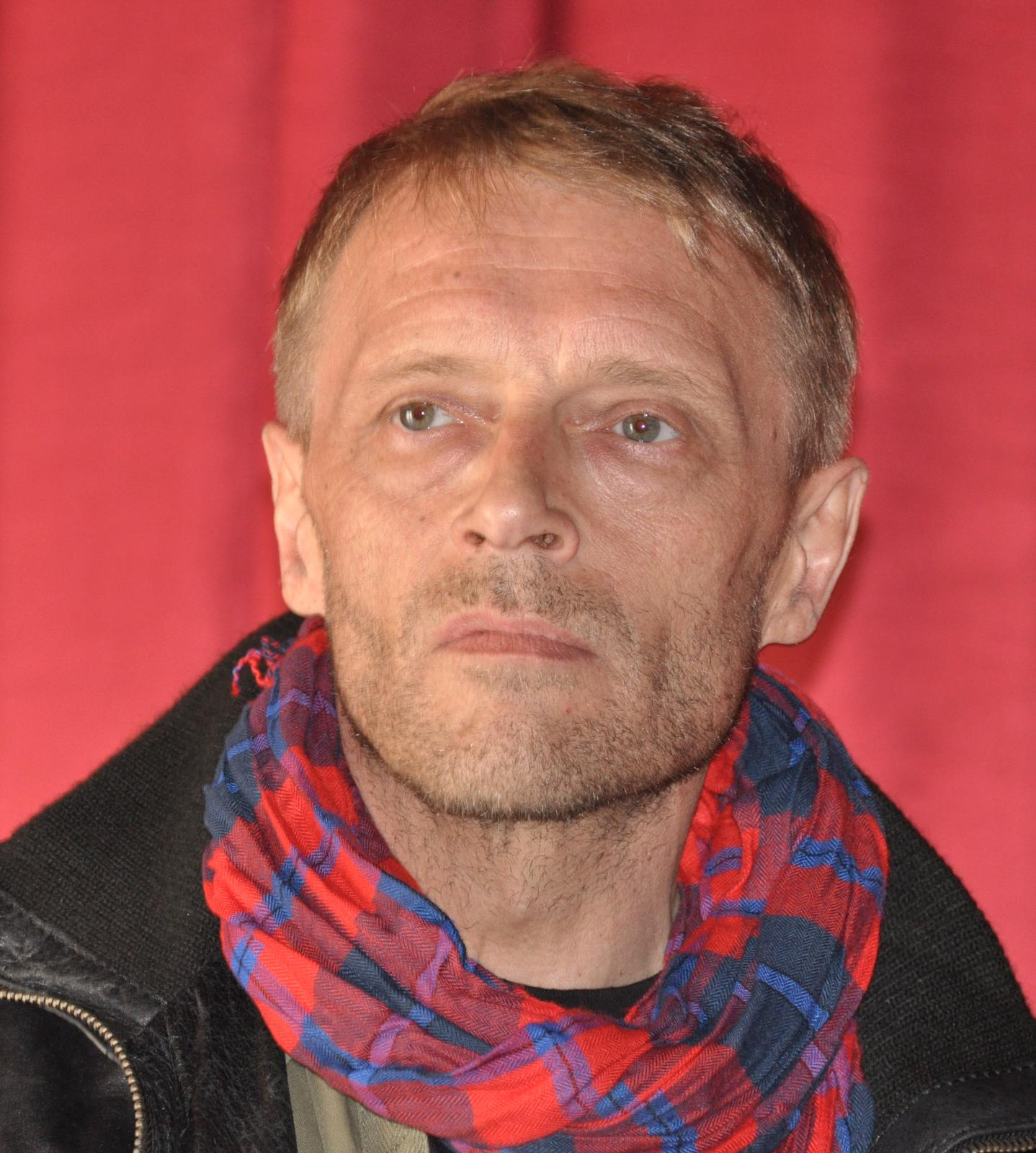
Ilkka Heiskanen (2012)

Ilkka Viljo Ilari Heiskanen (* 11. Januar 1962 in Hamina) ist ein finnischer Schauspieler.

## Leben
Ilkka Heiskanen ist der jüngere Bruder des Schauspielers Kari Heiskanen. Gemeinsam standen beide bei Filmen wie Der Käufliche Soldat, Die Erlösung und Kauhea murhamies Lalli vor der Kamera. Er absolvierte von 1981 bis 1985 sein Studium an der Theaterakademie Helsinki.
Sein Filmdebüt gab er mit dem 1981 ausgestrahlten Fernsehfilm Kauhea murhamies Lalli. Seitdem kamen über 120 Film- und Fernsehproduktionen hinzu. Für seine beiden Darstellungen in Die Unbeugsame und Hit big wurde er dabei jeweils als Bester Nebendarsteller mit einem Jussi ausgezeichnet.
Heiskanen ist verheiratet und Vater von sechs Kindern sowie Großvater von acht Enkeln.

## Filmografie (Auswahl)
- 1981: Kauhea murhamies Lalli
- 1997: Der Käufliche Soldat (Palkkasoturi)
- 1999: Ambush 1941 – Spähtrupp in die Hölle (Rukajärven tie)
- 2004: Beyond the Front Line – Kampf um Karelien (Framom främsta linjen)
- 2005: Die Handymafia (NDA – salassapitosopimus)
- 2008: Die Unbeugsame (Käsky)
- 2008: Kolme viisasta miestä
- 2016: Lake Bodom (Bodom)
- 2017: Unknown Soldier – Kampf ums Vaterland (Tuntematon sotilas)
- 2022: Hit big ( Hetki lyö)